# Harold Hardwick
Harold Hampton Hardwick (14 dicembre 1888 – 22 febbraio 1959) è stato un nuotatore australiano.

## Palmarès

### Olimpiadi
- Oro a Stoccolma 1912 nella staffetta 4x200 metri stile libero.
- Bronzo a Stoccolma 1912 nei 400 metri stile libero.
- Bronzo a Stoccolma 1912 nei 1500 metri stile libero.